# NGC 5760
NGC 5760 је спирална галаксија у сазвежђу Волар која се налази на NGC листи објеката дубоког неба.
Деклинација објекта је + 18° 30' 6" а ректасцензија 14h 47m 42,2s. Привидна величина (магнитуда) објекта NGC 5760 износи 13,3 а фотографска магнитуда 14,2. NGC 5760 је још познат и под ознакама UGC 9531, MCG 3-38-15, CGCG 105-28, IRAS 14453+1841, PGC 52833.